# Perdita similis
Perdita similis är en biart som beskrevs av Timberlake 1958. Perdita similis ingår i släktet Perdita och familjen grävbin. Inga underarter finns listade i Catalogue of Life.